# ESE Group
Die ESE World B.V. ist ein international tätiger Hersteller von Behältern zur temporären Lagerung von Wertstoffen und Abfall mit Hauptsitz in Maastricht. Sie ging im Jahr 2011 mit dem Eigentums- und Markenübergang von der deutschen Gebr. Otto KG aus dieser hervor.

## Geschichte
Im Jahr 1934 gründeten sechs Brüder die Firma OTTO und begannen mit der Herstellung von Abfallbehältern aus Metall in Buschhütten im Siegerland. 1950 produzierte Willy Otto die erste Ringmülltonne aus Stahl und entwickelte zu deren Entleerung eine neuartige staubarme Schüttung. Kurze Zeit nach der Einführung von Kunststoff als Rohstoff brachte Otto 1964 erste Kunststoffringtonnen mit Fassungsvolumen zwischen 35 und 110 Litern auf den Markt. Das Konzept des heute weit verbreiteten quadratischen 240 Liter fassenden Zwei-Rad-Behälters wurde 1971 von Otto auf dem deutschen Markt eingeführt und die zu seiner Entleerung entwickelte sogenannte DIN-Kammaufnahme – ehemals ein Otto-Patent – zum Welt-Standard.
1982 wurde in Deutschland der erste 1100-Liter-Müllgroßbehälter (MGB) mit Schiebedeckel mit der eigens dazu in Betrieb genommenen größten Kunststoff-Spritzguss-Maschine der Welt produziert. Neue Formen von Zwei- und Vier-Rad-Behältern in den Größen 60 bis 1700 Liter kamen 1986 und im Rotationsschmelzverfahren hergestellte Depotcontainer 1988 in den Handel. OTTO Entsorgungssysteme erbaute 1990 zusätzliche Produktionsstätten in Neuruppin und Crissey (Frankreich).
Im Jahr 1995 verzeichnete die Gebr. Otto KG als Holding der Otto-Gruppe einen Umsatz von 2 Mrd. DM und hatte einen internationalen Mitarbeiterbestand von 8500. 2005 wurde für das europäische Geschäft der OTTO-Gruppe die ESE-Gruppe gegründet. Stirling Square Capital Partners sowie das ESE-Management übernahmen die ESE-Gruppe 2010 von der Otto-Familie. 2011 wechselte der Markenname von OTTO zu ESE.
Heute gehört die ESE World B.V. zur Unternehmensgruppe Berry Global.

## Hintergrund
In seinen Produktionsstätten stellt das Unternehmen verschiedene Entsorgungssysteme her. Darunter befinden sich Zwei- und Vier-Rad-Wertstoffbehälter aus Kunststoff, Behälter und Papierkörbe für den öffentlichen Raum, Public Furnishing, Unterflur- und Halbunterflursysteme, Depotcontainer, Glascontainer und Gefahrgutsysteme. Die Firma bietet auch Logistikservices wie die Installation von Containerparks und das Management von Containerdaten für Kommunen und Entsorger an.
Dabei handelt ESE mit den Handelsmarken PWS in Skandinavien und MULTICOM in Italien.
ESE hat europaweit Niederlassungen und Produktionsstätten für Kunststoff in Neuruppin, Deutschland, und Crissey, Frankreich. Eine Stahlfertigung für Papierkörbe und Gefahrgutcontainer befindet sich in Wenden-Gerlingen, Deutschland.
Die ESE Group ist nicht nur in fast allen Ländern Europas, sondern auch in den USA, Asien und im Pazifikraum tätig.
In den eigenen Kunststoffwerken in Deutschland und Frankreich produziert ESE ressourcenschonend und hat den Kreislauf für die Kunststoffbehälter komplett geschlossen. Die Container können aus bis zu 100 % Recyclingmaterial hergestellt werden und sind am Ende ihres Produktlebens vollständig recycelbar. Als erstem Hersteller wurde ESE in 2016 für die 2- und 4-Rad Behältern das anerkannte Umweltzeichen Der Blaue Engel verliehen.